# Библиотека для слепых
Библиоте́ки для слепы́х обеспечивают доступ к информации для слепых и слабовидящих читателей. Такие библиотеки содержат книги, набранные рельефным шрифтом Брайля и аудиокниги на разных носителях.

## Россия

### Российская государственная библиотека для слепых (РГБС)
РГБС — крупнейшая в стране специализированная библиотека универсального профиля, обслуживающая инвалидов по зрению, уникальное книгохранилище всех видов и жанров литературы как на обычных, так и на специальных носителях, центр взаимодействия специальных библиотек для слепых России, член ИФЛА.
Официальной датой открытия Библиотеки для слепых стал 1920 год, но уже с 1881 года действовало Мариинское попечительство о слепых, из которого и выросла библиотека. Основным фондом на момент открытия были дореволюционные книги школьной программы и журнал «Досуг слепых», где публиковались произведения Чехова, Гаршина, Лескова, Островского, Горького, Шекспира.
В 1954 г. была преобразована в Российскую центральную библиотеку для слепых (РЦБС), в 1992 г. переименована в Российскую государственную библиотеку для слепых (РГБС).

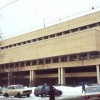
Российская Государственная библиотека для слепых(РГБС)

Богатство и универсальность книжных фондов (более 1,3 миллиона единиц хранения) позволяют РГБС обслуживать разнообразный в возрастном и социальном отношении контингент незрячих читателей — свыше 14 тысяч в год. К их услугам:
- широкий спектр отечественной и зарубежной литературы на русском и иностранных языках, изданной обычным плоскопечатным шрифтом и рельефно-точечным (по Брайлю);
- около сотни названий периодических изданий, в том числе ряд компилятивных звуковых тематических сборников, созданных общественными редколлегиями Библиотеки;
- огромное собрание рельефно-графических пособий, воспроизводящих объём и формы окружающих предметов;
- литература по проблемам слепоты и слабовидения;
- более 50 авторских листов библиографических пособий, ежегодно выпускаемых РГБС;
- бесценный фонд тифломатериалов о жизни и деятельности незрячих, образцы их научного и литературного творчества;
- звукозаписи на различных носителях (аудиокниги), собрание грампластинок и нот.

Услугами РГБС пользуются взрослые и дети инвалиды по зрению, члены их семей, учащиеся школ для незрячих, студенты, специалисты различных отраслей знания, ученые и общественные деятели, работники учреждений, занимающихся проблемами социальной и творческой реабилитации. Посетители также могут побывать в зале тактильного восприятия произведений искусства, и познакомиться с макетами скульптурных памятников, предметами декоративно-прикладного искусства и низкорельефной иконографии. Все библиотечные услуги бесплатны.

### Санкт-Петербургская государственная библиотека для слепых и слабовидящих
Библиотека является правопреемницей библиотек учреждений для слепых дореволюционного Петербурга, располагается в исторической части города на Петроградской стороне (на Стрельнинской улице, д. 11). Главное здание было построено по проекту архитекторов А. Зографа и А. Аккермана в 1881 году и изначально принадлежало «Обществу вспоможения бедным» с отделением для малолетних незрячих воспитанников. По постановлению Петроградского совета в здании 7 января 1927 года был открыт Центральный клуб слепых Ленинграда, а при нём – библиотека.
В годы Великой Отечественной войны, Блокады Ленинграда библиотека не прекращала своей работы, в блокаду незрячие выпускали продукцию для фронта, а в 1944 году в библиотеке начинает работать школа для военноослепших.
Сегодня библиотека обслуживает людей с различными проблемами здоровья (незрячих, неслышащих, выполняет функции методического и консультационного центра для специальных библиотек Северо-Западного Федерального округа, публичных библиотек Санкт-Петербурга, а также музеев и театров различных регионов.
В марте 2021 года после двухлетнего капитального ремонта было открыто уникальное инклюзивное пространство, предоставляющее весь спектр информационных услуг для жителей и гостей города, в том числе с различными проблемами здоровья. Пространство состоит из 9 залов с открытым фондом литературы в различных форматах, сенсорными устройствами и развивающими программами для детей, электрическим пианино, индивидуальными местами для чтения и работы, а также зала с современным доступным для людей с различными проблемами здоровья техническим оборудованием и программным обеспечением.

### Ростовская областная специальная библиотека для слепых
Ростовская областная специальная библиотека для слепых — центральная библиотека Ростовской области по обслуживанию слепых и слабовидящих. Официальная дата образования библиотеки — 5 сентября 1955 года.
Книги новая библиотека получила из организаций Всероссийского общества слепых. К 1964 году в ней работало 6 сотрудников. Они готовили книжные обзоры, проводили различные массовые мероприятия. Библиотека занимала третье место по количеству читателей после столичных.
В начале 90-х началась компьютеризация библиотеки. В дальнейшие годы перестройки возникли серьёзные трудности с финансированием и комплектованием.
С 2001 года ситуация изменилась в лучшую сторону. В настоящее время фонд библиотеки для слепых насчитывает более 20 000 наименований. В состав библиотеки входит 7 филиалов, расположенных в городах Ростовской области.

### Самарская областная библиотека для слепых
Самарская областная библиотека для слепых — единственное учреждение в Самарской области, имеющее все необходимые условия для предоставления информации лицам с нарушениями зрения (слепых и слабовидящих)..
Находится в городе Самара Самарской области по адресу улица Спортивная, 12. Является подведомственным учреждением министерства культуры Самарской области.

#### История
1927 год — организация библиотеки при правлении Всероссийского общества слепых Самарской области. Первым штатным сотрудником библиотеки стала библиотекарь Евдокия Владимировна Едунова.
1936 год — библиотека для слепых получает статус городской.
1938 год — библиотека стала относиться к отделу культуры горисполкома г. Куйбышева.
1955 год — библиотеке присужден статус государственного учреждения культуры.
1962 год — библиотека для слепых получает статус областной.
1965 год — библиотека получает комплект «говорящих книг»: 1000 грампластинок и 3,5 тысячи рулонов для прослушивания на магнитофонах.

#### Фонд
Фонд библиотеки состоит из «говорящих книг» на цифровых носителях, а также рельефно-точечной и плоскопечатной литературы по различным областям знаний. Особое значение имеет литература по тифлологии (книги по офтальмологии, тифлопедагогике, пособия по системе Брайля).

### Свердловская областная специальная библиотека для незрячих и слабовидящих им. Д. Н. Мамина-Сибиряка
Основная статья Свердловская областная специальная библиотека для незрячих и слабовидящих им. Д. Н. Мамина-Сибиряка

### Волгоградская областная специальная библиотека для слепых
Волгоградская областная специальная библиотека для слепых — первая библиотека для слепых в Волгограде. Библиотека имеет 25 библиотечных пунктов в городе и области и филиал в Михайловке. Применяются различные формы библиотечно-информационного обслуживания: кружки громкого чтения, доставка книг на дом сотрудниками библиотеки, пересылка книг по почте читателям отдаленных населенных пунктов. Входит в Российскую библиотечную ассоциацию.

#### История
17 января 1953 года Совет министров РСФСР принял постановление «О мероприятиях по улучшению культурно-бытового обслуживания слепых», в котором предусматривалась организация специальных библиотек в областных, краевых и республиканских центрах. В Волгограде был создан маленький библиотечный пункт при областном правлении ВОС. В декабре 1962 года был издан приказ областного управления по культуре о создании Волгоградской областной специальной библиотеки для слепых.

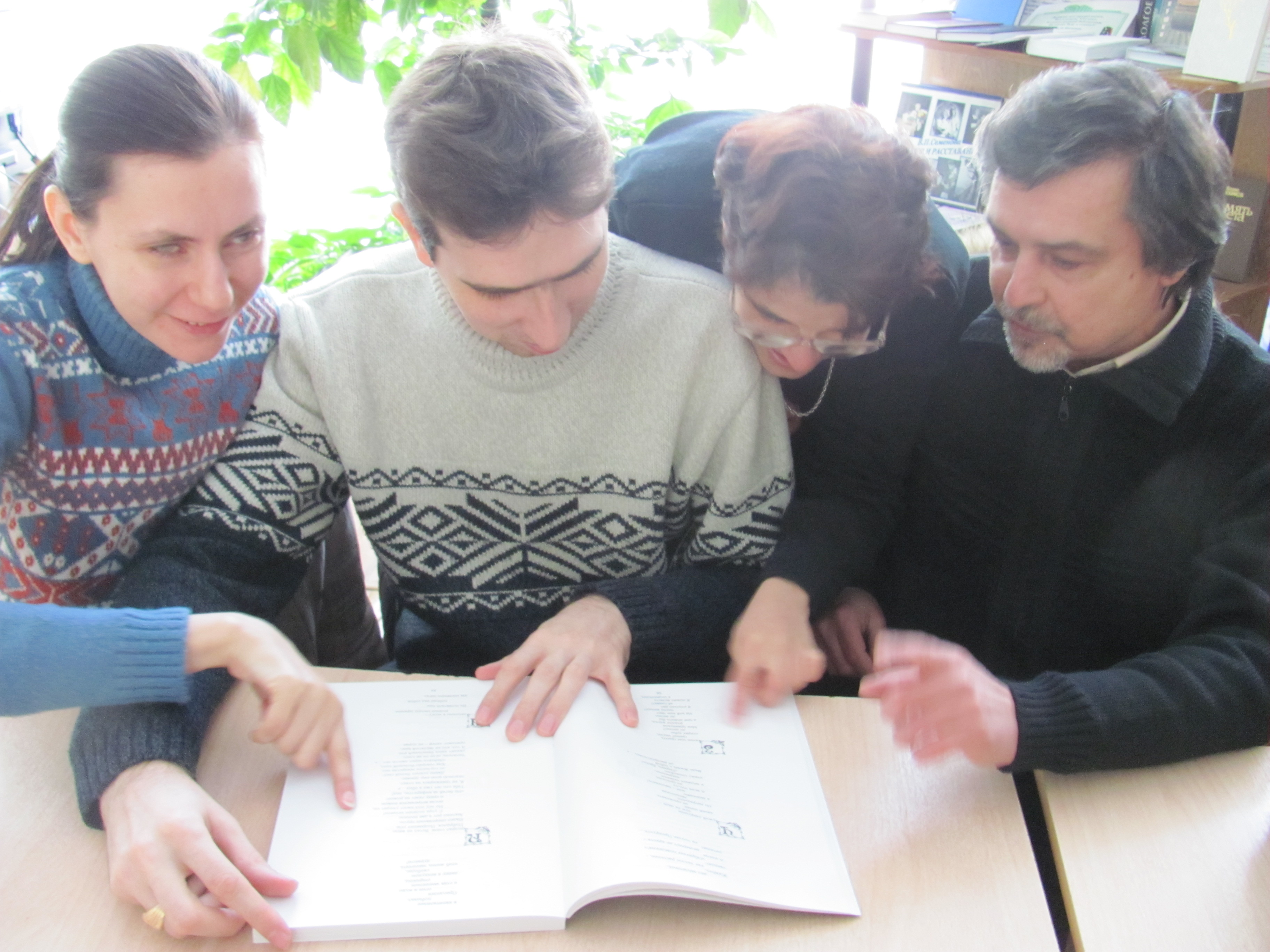
Волгоградская областная специальная библиотека для слепых

Торжественное открытие библиотеки состоялось 19 октября 1963 г. в новом здании по ул. Невская, 7. Библиотека объединила около 800 читателей, фонд составлял примерно 10000 единиц хранения. В 1964 г. при библиотеке было организовано 23 библиотечных пункта по обслуживанию инвалидов по зрению. В 1985 году число читателей составляло свыше 4000 человек, фонд — 80 тысяч экземпляров.
В 1997 году ВОСБС возглавила Лигус Зара Дмитриевна, с приходом которой начался новый этап развития. Значительно расширяется система нестационарного обслуживания, создаются библиотечные пункты в домах милосердия, домах инвалидов. Библиотека начинает обслуживать маломобильных людей через социальных работников, происходит компьютеризация библиотеки с подключением к сети интернет, что позволяет значительно усовершенствовать обслуживание инвалидов по зрению.
В 2001 году на базе библиотеки проводится международная научно-практическая конференция «Информационные ресурсы специальных библиотек: производство и распространение». На конференции была выработана единая тактика специальных библиотек в производстве и распространении репродуцированных изданий для незрячих, намечены основные направления комплексной модернизации и дальнейшего развития.
В 2002 году библиотека приобретает статус информационного центра. Оборудуются автоматизированные рабочие места незрячих специалистов и пользователей, в работе используется сетевая версия автоматизированной информационно-библиотечной системы «АС - Библиотека-3», которая специально адаптирована для обслуживания незрячих и слабовидящих читателей.
В 2004 году библиотека проводит межрегиональную научно-практическую конференцию «Специальная библиотека как центр социокультурной реабилитации и интеграции инвалидов с помощью новых и традиционных технологий».

#### Фонд библиотеки
Библиотека имеет уникальный фонд, насчитывающий более 155 тысяч единиц хранения, состоящий из изданий рельефно-точечного и укрупнённого шрифта, «говорящих» книг на аудиокассетах и электронных носителях, рельефно-графических пособий и оснащена необходимым тифлооборудованием для компенсации слепоты: тифломагнитофоны, тифлоплееры, тифлофлэшплееры, «читающая» машина, электронные лупы, брайлевские принтеры. Оборудованы автоматизированные рабочие места незрячих специалистов и пользователей с программой экранного доступа «JAWS». Благодаря русификации, эта программа получила широкое распространение, и у незрячего человека появилась реальная возможность самостоятельно работать за компьютером. Для долговременного хранения и использования электронных документов в библиотеке организован электронный читальный зал.
Архангельская областная специальная библиотека для слепых
История
Архангельская областная специальная библиотека для слепых открылась в 1967 году, до этого времени незрячие и слабовидящие люди получали книги в Архангельской областной научной библиотеке. 
Открытие специальной библиотеки, вовлечение в число ее читателей членов Всероссийского общества слепых, налаживание связи с первичными организациями общества - большая заслуга первого директора библиотеки Хаи Львовны Карпман. 
По данным на 1967 г. в Архангельской области на учете по инвалидности состояло 1660 незрячих, из них члены ВОС - 1444 человека, читателями же библиотеки были лишь 137. Особенно активными оказались читатели из отдаленных уголков области, пользовавшиеся заочным абонементом и тремя пунктами выдачи литературы: при Благовещенском доме инвалидов, Котласском унитарном производственном предприятии и Северодвинской первичной организации Всероссийского общества слепых. 
В.А. Леонтьев 
Первоначально фонд библиотеки состоял из 10 400 книг, изданных рельефно-точечным шрифтом Брайля. Но уже с июля 1967 г. на полках библиотеки стали появляться "говорящие" книги, что позволило привлечь к чтению больше инвалидов по зрению. Но из-за нехватки места в библиотеке (она занимала всего около 50 кв. метров), отдельное помещение для читального зала выделить не смогли, поэтому одновременно прослушивать книги могли не более трех человек. Появилась идея коллективного прослушивания книг во время обеденного перерыва. На тех унитарных производственных предприятиях, где имелись радиоузлы, эта форма чтения пользовалась большой популярностью. 
Благодаря помощи со стороны Архангельского областного правления Всероссийского общества слепых и Управления культуры области фонд библиотеки стал быстро пополняться. В библиотеке стали выделяться четыре вида фонда: фонд рельефно-точечных книг, фонд "говорящих" книг, фонд грампластинок и фонд плоскопечатных изданий. 
Л.Ф. Кислякова, В.А. Леонтьев, О.Г. Задера и Н.Н. Селиванова
Непредвиденное бедствие постигло библиотеку 30 декабря 1969 г., из-за аварийного состояния помещения библиотеки сгорел шкаф с учетными документами, оказались испорченными книги рельефно-точечного шрифта. В начале января 1970 г. библиотеке было предоставлено помещение в 100 кв. метров, состоящее из шести маленьких комнат, изолированных друг от друга. Помещение пришлось срочно ремонтировать, так как оно находилось в запущенном состоянии, и являлось совершенно не приспособленным для библиотеки. В сложившихся обстоятельствах библиотека была закрыта с января по ноябрь, но обслуживание читателей не прекращалось, библиотекари носили им книги на дом и высылали почтой. Удивительно то, что, несмотря на все трудности, выпавшие на долю библиотеки в этом году, количество читателей не только не уменьшилось, а наоборот стало больше. 
Возможность приобщить к книге новых членов Всероссийского общества слепых, не владеющих системой Брайля, появилась в 1971 г., благодаря получению 264 тифломагнитофонов. "Говорящие" книги стали пользоваться огромной популярностью. Незрячие и слабовидящие читатели проявляли интерес к новинкам художественной литературы, а специалисты, работающие с людьми с ограничениями жизнедеятельности, обращались за литературой по реабилитации и социализации инвалидов. 
Директор библиотеки В.А. Леонтьев и сотрудники 
О.П Михайлова и В.Д. Степанова
Сотрудники библиотеки работали с большим энтузиазмом, стремились создать комфортную атмосферу и улучшить обслуживание пользователей. Труд работников был высоко оценен читателями. Библиотека получила от них много благодарственных писем, в которых они отмечали, что книга стала для них первой необходимостью. 
Для охвата библиотечным обслуживанием как можно большего числа инвалидов, библиотека стремилась увеличивать количество пунктов выдачи литературы. В 1975 г. организованы передвижки практически при всех районных первичных отделениях Всероссийского общества слепых и унитарных производственных предприятиях, а также при домах ветеранов и инвалидов. Библиотека стала обслуживать не только незрячих жителей Архангельской области, но и членов Всероссийского общества слепых из других республик и областей СССР, находящихся на лечении в глазном отделении Архангельской областной клинической больницы. 
В начале 1986 г. библиотека переехала в другое здание, принадлежащее областной детской библиотеке. Выделенное помещение оказалось небольшим по площади и совершенно не приспособленным для сохранности фонда и его размещения. Тем не менее, удалось оформить уголок тифлологии, в котором собрали литературу всех видов фонда, посвященную незрячим и слабовидящим людям. В уголке поставили четыре стола для чтения, магнитофоны, кафедру, книжные стеллажи и каталоги, оформили выставку тифлографических пособий. 
Но, вскоре библиотеке опять пришлось поменять место своего пребывания. В здании на улице Шубина, дом девять ей отвели подвальное помещение. Там смогли разместить только сам фонд, кафедра выдачи литературы находилась на первом этаже. К сожалению, из-за нехватки места от читального зала пришлось отказаться. Вскоре главной проблемой для библиотеки стало ее подвальное помещение, в котором часто отключали отопление, а стены поражались грибком. Появилась угроза как для сохранности книг и дорогостоящей техники, так и для здоровья сотрудников. 
В 1998 г. благодаря усилиям Комитета по культуре Архангельской области и регионального отделения Всероссийского общества слепых, библиотеку удалось разместить на первом этаже, где она располагается и сегодня. 
Новое время требовало новых подходов к работе. С середины 1990-х библиотека начала выходить на новый уровень развития. Изменилась ее структура, появилось новое оборудование и компьютерная техника, началась работа по привлечению в библиотеку инвалидов других категорий.